# Launsdorfer Senke

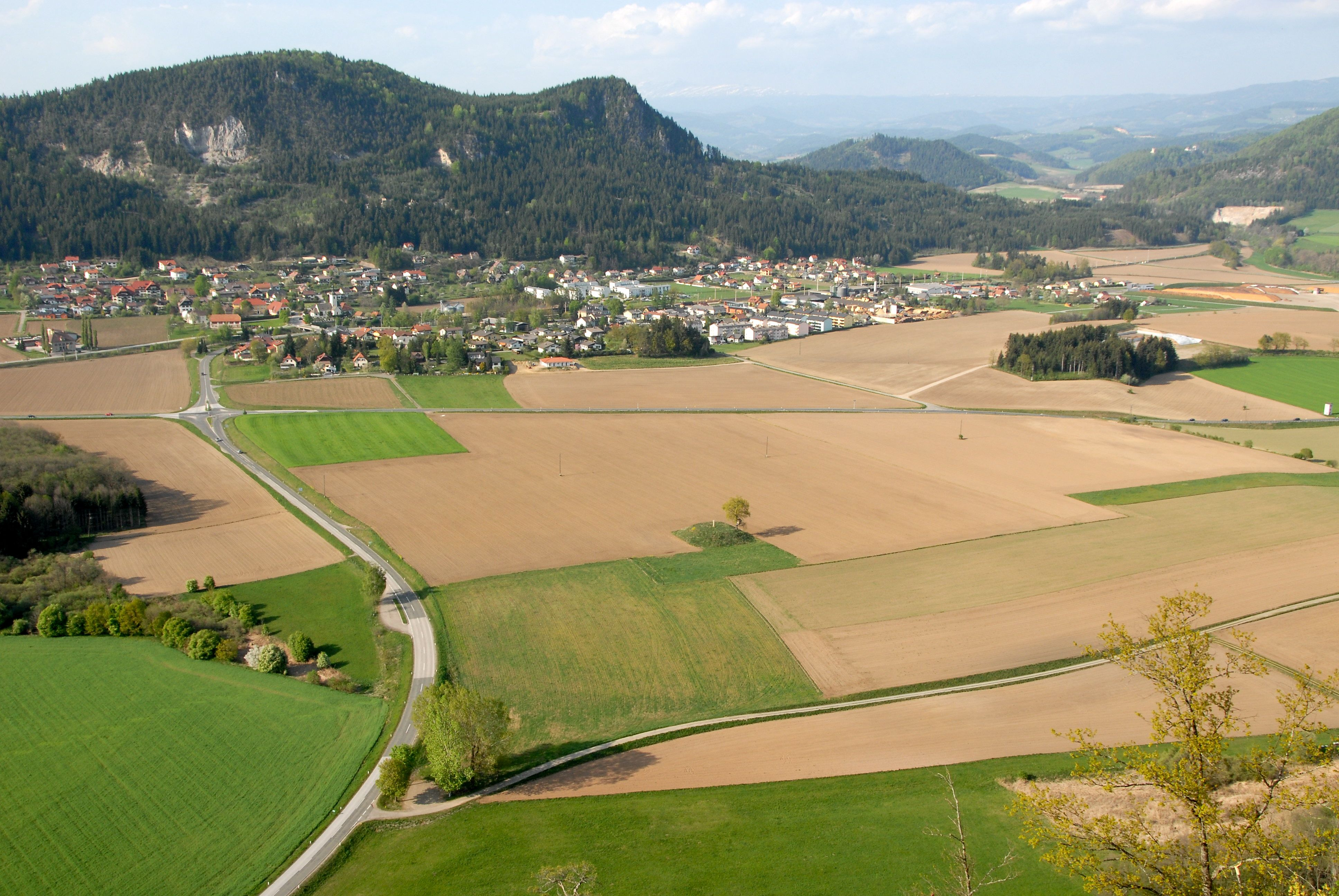
Launsdorfer Senke, Blick von Hochosterwitz nach Nordosten

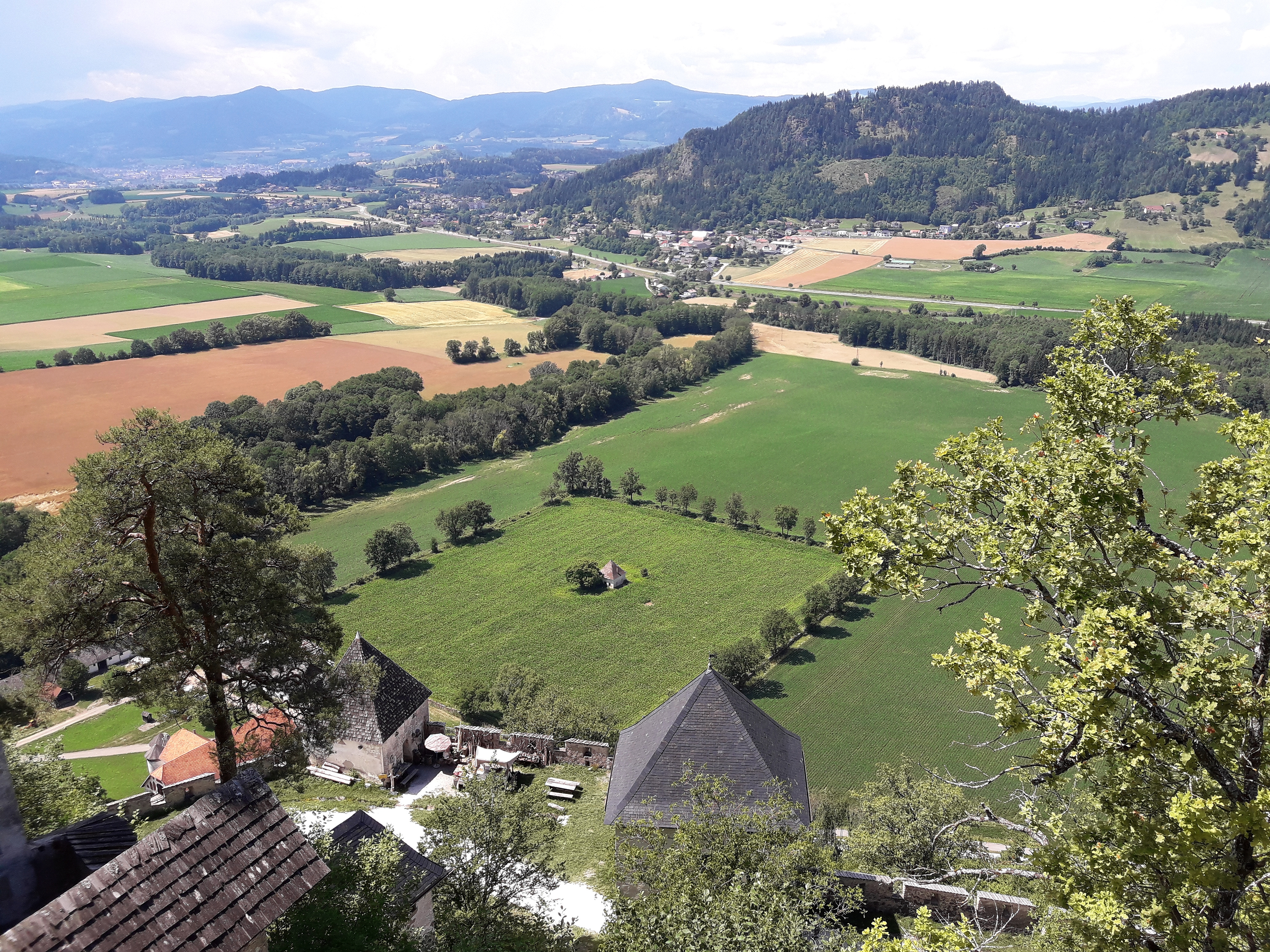
Launsdorfer Senke, Blick von Hochosterwitz nach Westen

Die Launsdorfer Senke, auch Launsdorfer Becken und Launsdorfer Niederung, ist eine Region in Kärnten, östlich der Bezirkshauptstadt Sankt Veit an der Glan. Überragt wird die Launsdorfer Senke vom Hochosterwitzer Burgfelsen.
In der Senke mit einer Seehöhe von etwa 515 bis 550 m befindet sich mit Launsdorf der Hauptort der Gemeinde St. Georgen am Längsee ebenso wie einige kleinere Ortschaften. Auch die Gemeinde St. Veit an der Glan hat nordwestlich der Ortschaft St. Donat einen kleinen Anteil an der Region. Durch die Launsdorfer Senke verlaufen die Seeberg Straße B82 und die Rudolfsbahn.
Die Launsdorfer Senke wird umrahmt vom St. Veiter Hügelland und dem Krappfeld im Norden, vom Brückler Bergland im Osten, vom Magdalensberg im Süden und vom nördlichen Ende des Zollfelds im Westen.